# Francis Parker Yockey
Francis Parker Yockey, (Chicago, Illinois, 18 de setembro de 1917 — São Francisco, 16 de junho de 1960), foi um filósofo e polemista norteamericano, mais conhecido por seu livro neo-Spengleriano Imperium, publicado sob o pseudônimo de Ulick Varange em 1948. Nesta é feita a defesa de um caminho totalitário, baseado em critérios raciais, para a preservação da cultura ocidental. Ao trabalhar como promotor nos Julgamentos de Nuremberg na década de 1940, Yockey tornou-se simpático à causa defendida pelos réus nazis.

## Vida
Um advogado de profissão, ele é mais conhecido por seu neo-spengleriana livro Imperium: The Philosophy of History and Politics, publicada em 1948 sob o pseudônimo Ulick Varange. Este livro, descrito em sua introdução como uma "sequência" de The Decline of the West, de Spengler, defende um caminho totalitário baseado na cultura para a preservação da cultura ocidental.
Yockey apoiou ativamente muitas causas de extrema direita em todo o mundo e continua sendo uma das influências seminais de muitos movimentos nacionalistas brancos e da Nova Direita. Yockey era um defensor ferrenho do anti-semitismo e expressava uma reverência pelo nazismo alemão e uma afinidade geral com as causas fascistas. Yockey contatou ou trabalhou com as camisas de prata alinhadas pelos nazistas. Após a derrota do Eixo na Segunda Guerra Mundial, Yockey se tornou ainda mais ativo nas causas neofascistas.
Yockey acreditava que os Estados Unidos eram um motor do liberalismo, controlado por judeus sionistas. Yockey também se encontrou com o presidente egípcio Gamal Abdel Nasser e escreveu propaganda antissionista em nome do governo egípcio, vendo o movimento nacionalista pan-árabe como outro aliado para desafiar "o poder judaico-americano". Enquanto estava na prisão por passaportes falsificados, ele foi visitado pelo colega neofascista Willis Carto, que acabou se tornando o principal defensor e editor dos escritos de Yockey.

## Ideias
Yockey era bastante incomum entre os pensadores da extrema direita pós-Segunda Guerra Mundial. Enquanto alguns nacionalistas europeus e americanos do período pós-guerra defendiam uma aliança com os Estados Unidos como a melhor esperança para a sobrevivência da cultura ocidental sob a ameaça do comunismo, Yockey sentiu que uma aliança de a direita com a esquerda era um curso muito mais desejável. Esta aliança proposta é chamada de Aliança Vermelho-Marrom (a cor vermelha representa a extrema esquerda e a cor marrom representa a extrema direita) Yockey acreditava que o universalismo americano, a democracia e a cultura do consumo, que então estavam se espalhando pela Europa Ocidental e grande parte do resto do mundo, bem como sua aliança com o sionismo, eram muito mais corrosivos e mortais para o verdadeiro espírito do Ocidente do que a União Soviética. Yockey apoiou uma aliança com a União Soviética em uma base filosófica e geopolítica, levando-o a acreditar que a URSS havia se tornado genuinamente antissionista sob Joseph Stalin, que em seu autoritarismo preservou algo do conceito europeu tradicional de hierarquia, e ele sentiu que poderia ser mais facilmente adaptado a uma orientação direitista ao longo do tempo do que era possível nos Estados Unidos igualitários e liberais. O primeiro, decorrente de seu conceito spengleriano de patologia cultural, Yockey acreditava que a América, embora corrompida pelo materialismo liberal, era uma colônia do oeste e, consequentemente, poderia prejudicar o Ocidente espiritualmente devido à sua alegada hegemonia judaica, ao passo que a União Soviética era um regime eslavo e só poderia prejudicar o Ocidente materialmente.

## Legado
O próprio Yockey não teve uma influência muito significativa na direita americana, que, durante a Guerra Fria, em sua maior parte, permaneceu firmemente anticomunista e liberal. Ele teve um impacto muito maior na Europa, onde intelectuais de direita, especialmente a corrente de pensamento às vezes chamada de Nova Direita Europeia, incluindo o belga Jean Thiriart, o russo Aleksandr Dugin e os escritores franceses Alain de Benoist e Guillaume Faye, adotaram posições semelhante ao de Yockey, embora haja poucas evidências de que seu trabalho os influenciou nisso. Ele também influenciou o membro do Partido Nazista Americano Dan Burros, James H. Madole e até Carl Schmitt tinham uma cópia do Imperium.
A influência atual de Yockey se reflete principalmente no trabalho de Willis Carto e seu Liberty Lobby e organizações sucessoras. Carto dirigiu o grupo Youth for George Wallace, que apoiava a campanha presidencial de 1968 do segregacionista George Wallace. Esse grupo formou a base para a National Youth Alliance, que promoveu a filosofia política de Yockey e seu livro Imperium. Muitos apoiadores de Yockey, como H. Keith Thompson, afirmam que Carto não conseguiu entender as ideias de Yockey em seu nível mais profundo.